# 洛達廟遺跡
洛達廟遺跡（らくたつびょういせき）は、中国の河南省鄭州市中原区中原西路街道洛達廟村で発掘された新石器時代の遺跡。遺跡の面積はおよそ3万平方m。1956年から1958年にかけて河南省文化局文物工作隊により3度にわたって発掘された。出土文物の数が多く、独立した文化の特徴をそなえている。陶器・石器・骨器・玉器などが出土したが、とくに陶器の数が多い。二里岡文化と共通する要素が強いが、相対年代は河南龍山文化の末期から二里頭文化初期にかけてに属する。同系統の文化は洛達廟類型と命名されている。